# Franking
Franking osztrák község Felső-Ausztria Braunau am Inn-i járásában. 2018 januárjában 953 lakosa volt.

## Elhelyezkedése

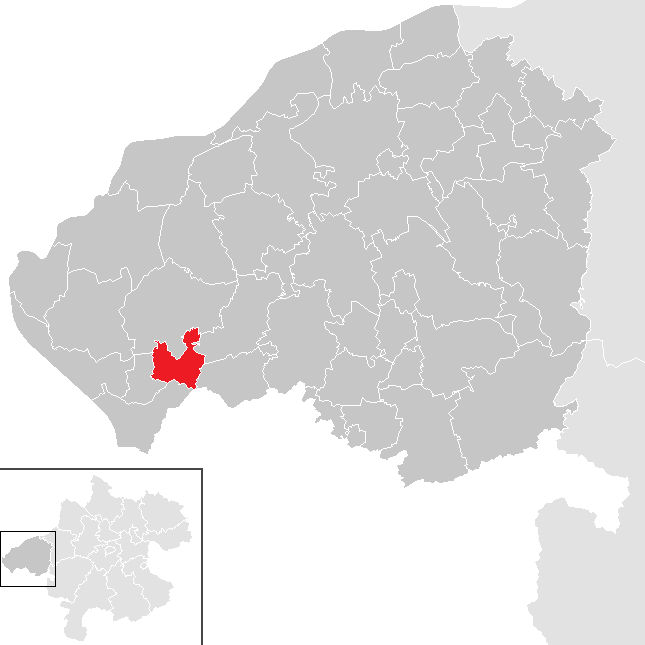
Franking a Braunau am Inn-i járásban

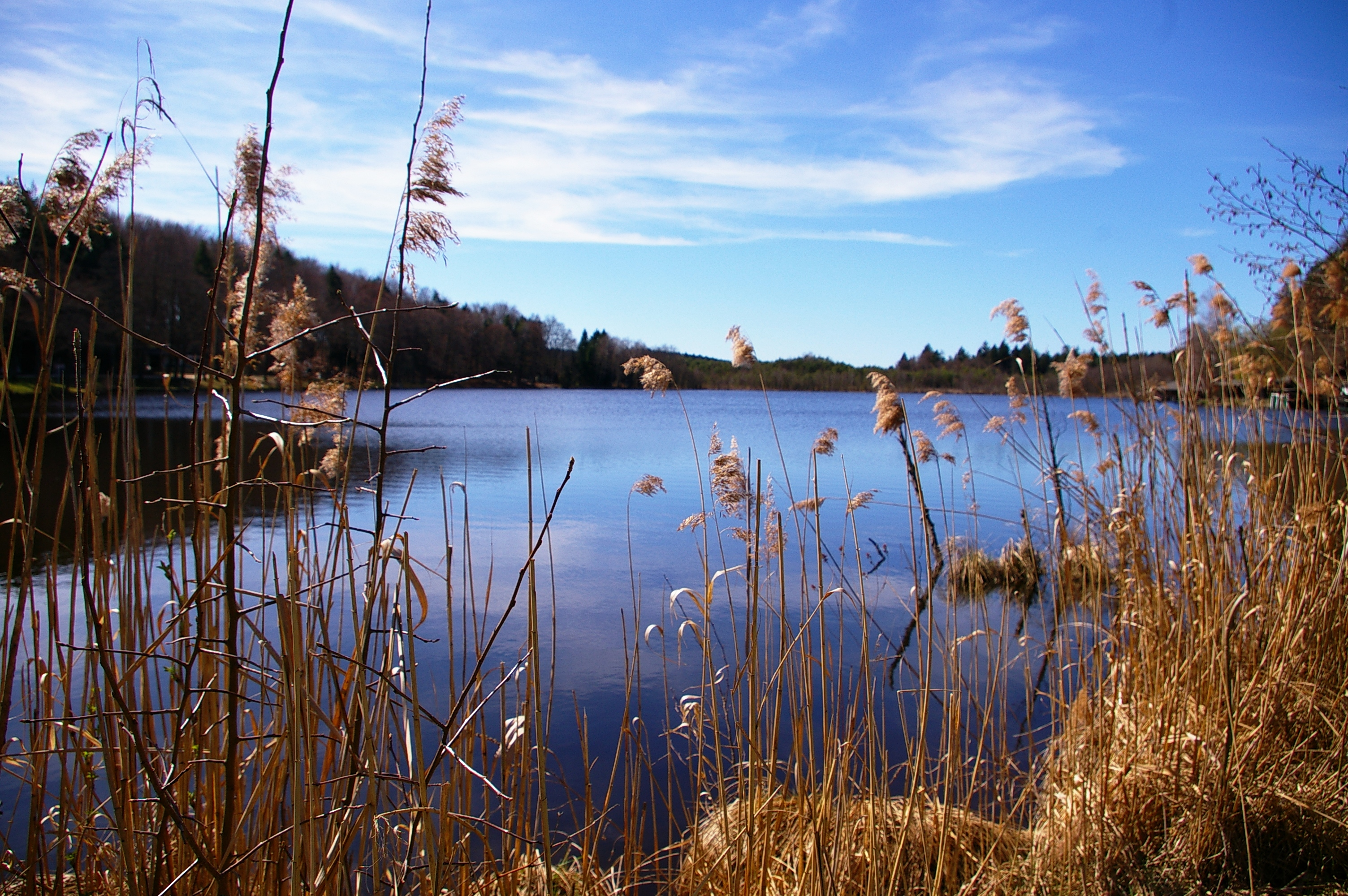
A Holzöstersee

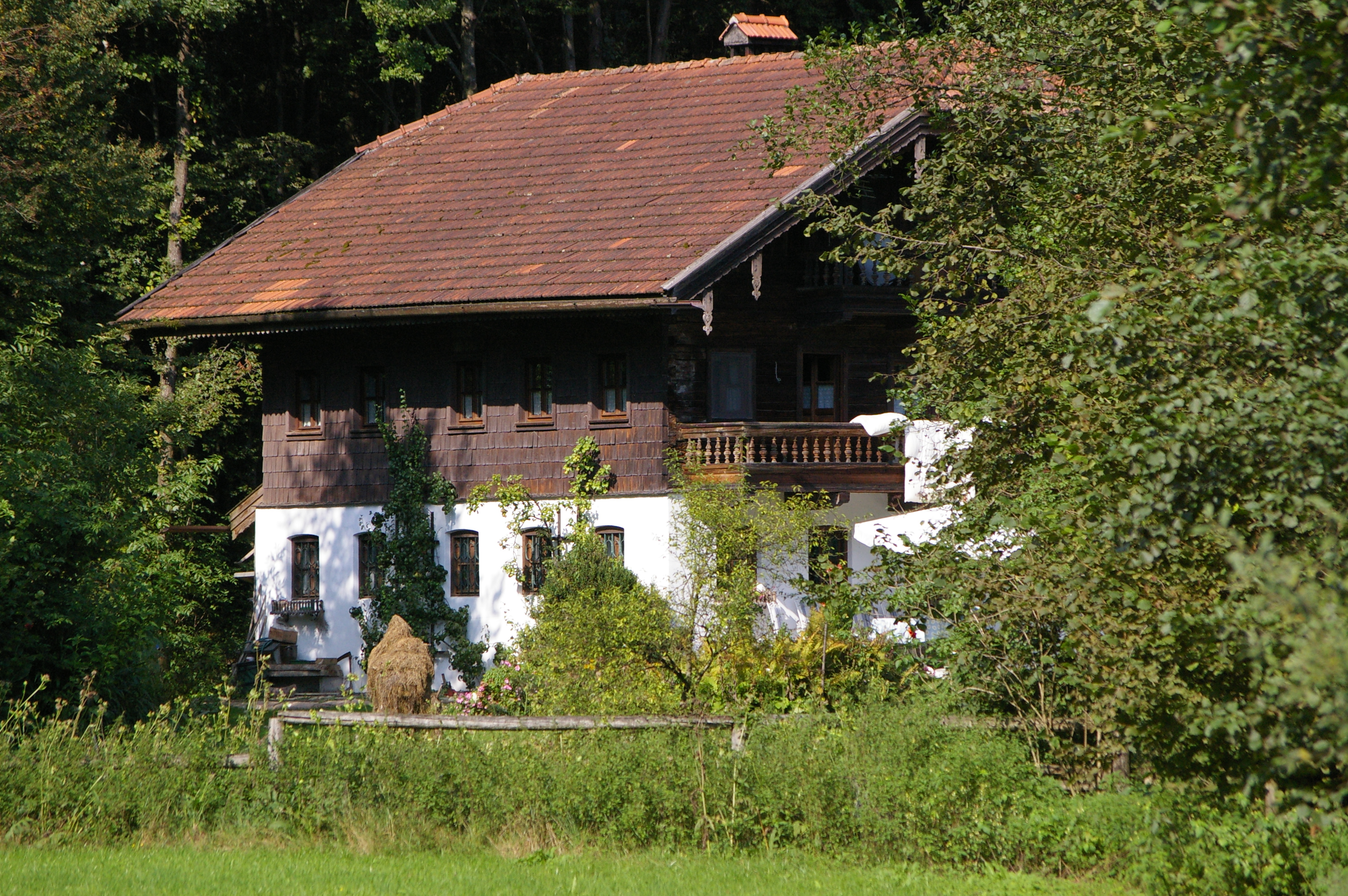
Hagyományos parasztház

Franking Felső-Ausztria nyugati részen, az Innviertel régióban fekszik, a Weilhart-erdő déli pereménél. Legnagyobb állóvize a Holzöstersee. Területének 23,8%-a erdő, 67,6% áll mezőgazdasági művelés alatt. Az önkormányzat 9 településrészt és falut egyesít: Buch (31 lakos 2018-ban), Dorfibm (52), Eggenham (98), Eisengöring (68), Franking (244), Holzleithen (97), Holzöster (213), Neuhausen (76) és Oberfranking (74).
A környező önkormányzatok: délnyugatra Sankt Pantaleon, nyugatra Haigermoos, északra Geretsberg, északkeletre Eggelsberg, keletre Moosdorf, délre Sankt Georgen bei Salzburg (Salzburg tartományban).

## Története
Frankingot 1150-ben említik először. Birtokosainak, a von Franking családnak vára a Holzöstersee melletti dombon állt, de mára romjai sem maradtak. A falu alapításától kezdve 1779-ig Bajorországhoz tartozott, amikor a bajor örökösödési háborút lezáró tescheni béke következtében a teljes Innviertel Ausztriához került át. 1785-ben II. József egyházreformját követően egyházközsége önállóvá vált (korábban Ostermiethinghez tartozott). A napóleoni háborúk során 1809-ben a régiót a franciákkal szövetséges Bajorország visszakapta, majd Napóleon bukása után ismét Ausztriáé lett. 
A köztársaság 1918-as megalakulásakor Frankingot Felső-Ausztria tartományhoz sorolták. Miután Ausztria 1938-ban csatlakozott a Német Birodalomhoz, az Oberdonaui gau része lett. A második világháború után a község visszakerült Felső-Ausztriához. 

## Lakosság
Franking lakosságszámának változása:

| 2016 | 960 |
| 2018 | 953 |

A frankingi önkormányzat területén 2018 januárjában 953 fő élt. A lakosságszám 2001 óta gyarapodó tendenciát mutat. 2016-ban a helybeliek 88,7%-a volt osztrák állampolgár; a külföldiek közül 5,7% a régi (2004 előtti, főleg Németországból), 4% az új EU-tagállamokból érkezett. 1,4% a volt Jugoszlávia (Szlovénia és Horvátország nélkül) vagy Törökország, 0,2% egyéb országok polgára. 2001-ben a lakosok 89,5%-a római katolikusnak, 2% evangélikusnak, 3% mohamedánnak, 3,7% pedig felekezeten kívülinek vallotta magát. Ugyanekkor a legnagyobb nemzetiségi csoportot a német (96,2%) mellett a horvátok alkották 1,3%-kal.

## Látnivalók
- a Mária Magdolna-plébániatemplom gótikus szentélye és főhajója 1445-ben épült
- a Holzöstersee

## Fordítás
- Ez a szócikk részben vagy egészben  a   Franking című német Wikipédia-szócikk ezen változatának fordításán alapul.  Az eredeti cikk szerkesztőit annak laptörténete sorolja fel. Ez a jelzés csupán a megfogalmazás eredetét és a szerzői jogokat jelzi, nem szolgál a cikkben szereplő információk forrásmegjelöléseként.